# Żyć!
Żyć! (chiń. 活着; pinyin Huózhe) – chińsko–hongkoński dramat filmowy z 1994 roku w reżyserii Zhanga Yimou, na podstawie powieści Yu Hua.
Ze względu na ukazanie scen terroru okresu rewolucji kulturalnej film został objęty przez cenzurę zakazem dystrybucji w Chińskiej Republice Ludowej, zaś Zhang Yimou otrzymał dwuletni zakaz kręcenia filmów.

## Fabuła
Pewna chińska rodzina stała się uboga z własnej winy. Po wojnie domowej i przejęciu władzy przez komunistów okazuje się to szczęściem w nieszczęściu. Rodzina musi stawić czoło wojennej zawierusze, rewolucji kulturalnej i terrorowi hunwejbinów. Udaje się jej pokonać największe nieszczęścia dzięki woli przeżycia.

## Obsada
Źródło: Filmweb
- Niu Ben – naczelnik miasta
- Guo Tao – Chunsheng
- Jiang Wu – Wan Erxi
- Gong Li –  Xu Jiazhen
- Ge You –  Xu Fugui
- Liu Tianchi – Xu Fengxia
- Fei Deng – Xu Youqing
- Ni Dahong – Long’er

## Nagrody i nominacje
Źródło: Filmweb
- 1994 – Złota Palma dla najlepszego aktora dla Ge You
- 1994 – nominacja do Złotej Palmy
- 1994 – nominacja do Złotych Globów w kategorii najlepszy film nieanglojęzyczny
- 1995 – nagroda BAFTA w kategorii najlepszy film nieanglojęzyczny